# Rode lintvis
De Rode lintvis (Cepola macrophthalma) is een straalvinnige vis uit de familie Cepolidae en behoort derhalve tot de orde van baarsachtigen (Perciformes). De vis kan een lengte bereiken van 80 cm.

## Leefomgeving
Cepola macrophthalma is een zoutwatervis. De vis prefereert een subtropisch klimaat en leeft hoofdzakelijk in de Atlantische Oceaan. Bovendien komt Cepola macrophthalma voor in de Middellandse Zee. De diepteverspreiding is 15 tot 400 m onder het wateroppervlak.

## Relatie tot de mens
Cepola macrophthalma is voor de visserij van beperkt commercieel belang. In de hengelsport wordt er weinig op de vis gejaagd.
In de Griekse oudheid werd de rode lintvis als een delicatesse aanzien. Mithaikos vermeldde een recept in zijn kookboek uit de 5e eeuw v.Chr.